# George Jones (lotnik)
Sir George Jones (ur. 22 listopada 1896 w Rushworth, zm. 24 sierpnia 1992 w Melbourne) – lotnik i oficer Royal Australian Air Force, as lotnictwa australijskiego z 7 potwierdzonymi zwycięstwami w I wojnie światowej. Głównodowodzący (Chief of Air Force) Royal Australian Air Force w latach 1942-1952. Najdłużej żyjący as myśliwski Australii z I wojny światowej.

## Młodość
George Jones urodził się w Rushworth w rodzinie górniczej. Jego ojciec zmarł 3 miesiące przed jego narodzeniem. Po ukończeniu szkoły w wieku 14 lat rozpoczął pracę jako mechanik samochodowy. Przed rozpoczęciem wojny służył w korpusie kadetów, a następnie w rezerwowym 29th Light Horse Regiment.

### I wojna światowa
W maju 1914 zgłosił się na ochotnika do formacji Australian Imperial Force. W lipcu 1915 roku razem z 9th Light Horse Regiment przybył do Egiptu, skąd we wrześniu 1915 ze swoim oddziałem wyruszył na Gallipoli w Turcji, gdzie wziął udział w walkach. W październiku 1916 został przeniesiony do Australian Flying Corpse. W grudniu 1916 przybył do Francji, gdzie najpierw służył jako mechanik w No. 1 Squadron RAAF, a po przejściu szkolenia uzyskał licencję pilota 22 listopada 1917 i został przydzielony do No. 4 Squadron RAAF.
Pierwsze zwycięstwo powietrzne odniósł 21 lutego 1918 w okolicach Habourdin na samolocie Sopwith Camel o numerze seryjnym B2551 nad niemieckim samolotem Albatros D.V. Ostatnie 7 zwycięstwo odniósł 4 listopada na samolocie Sopwith Snipe (E8052) nad samolotem Fokker D.VII w okolicach Buissenel.
Po zakończeniu wojny Jones razem z jednostką, z siłami okupacyjnymi, przebywał na terenie Niemiec. Powrócił do Australii w czerwcu 1919 roku.

### Okres międzywojenny
W sierpniu 1921 Jones został przyjęty do służby w Royal Australian Air Force. Przez pięć lat pełnił funkcję dowódcy odpowiedzialnego za warsztaty w bazie lotniczej Point Cook. Był także odpowiedzialny za testowanie naprawionych samolotów. W 1926 roku na dwa lata został przeniesiony do No.1 Flying Training School (1FTS), gdzie sprawował funkcję instruktora i dowódcy odpowiedzialnego za szkolenie praktyczne. W 1928 roku został skierowany na dalsze szkolenia do Anglii. Przez dwa lata uczęszczał do the Royal Air Force Staff College. Po powrocie w październiku 1930 do Australii został mianowany dowódcą dywizjonu treningowego w bazie Point Cook. Po kolejnych dwóch latach Jones został awansowany na stanowisko Dyrektora szkoleń w Dowództwie RAAF (Director of Training at RAAF Headquarters). W 1936 roku został mianowany na stopień pułkownika.

### II wojna światowa
W momencie przystąpienia Australii do II wojny światowej George Jones był zastępcą głównodowodzącego (Chief of Air Force) Royal Australian Air Force Air Chief Marshal Charlesa Burnetta. W maju 1942 zastąpił Burnetta na stanowisku dowódcy RAAF i został mianowany na stopień air vice marshal (lotniczy odpowiednik kontradmirała w marynarce czy generała dywizji w wojskach lądowych).
2 września 1945 był jednym z przedstawicieli Australii w czasie kapitulacji Japonii na USS „Missouri”.

### Okres powojenny
Po zakończeniu II wojny światowej George Jones sprawował władzę nad RAAF do 1952 roku. Był najdłużej pełniącym obowiązki dowódcy Australijskich Sił Powietrznych, w całej ich historii.
Po przejściu do cywila w 1952 został jednym z dyrektorów Commonwealth Aircraft Corporation (1952-1957). W 1954 roku z rąk królowej Elżbiety II otrzymał tytuł szlachecki.